# خربة الدبب
خربة الدبب هي خربة أثرية تقع في منطقة شهبا بمحافظة السويداء جنوب سوريا. تبعد خربة الدبب مسافة 80 كيلومتراً إلى الجنوب الشرقي من دمشق، وكانت قد شهدت استيطاناً بشرياً كثيفاً بين الألف الرابع ومنتصف الألف الثاني قبل الميلاد، وقد عاش سكّانها على الرّعي بشكل أساسي على أطراف بادية الشام. تشكل خربة الدبب مع خربة الأمباشي وخربة الهبارية منطقة أثريَّة هامة من العصر البرونزي القديم والوسيط شرق جبل العرب، وهي تبعد 7 كيلومترات عن موقع خربة الأمباشي، وتقع على مقربة من خربة الهبارية.